# 戦慄怪奇ファイル 超コワすぎ!FILE-02【暗黒奇譚!蛇女の怪】
『戦慄怪奇ファイル 超コワすぎ!FILE-02【暗黒奇譚!蛇女の怪】』は、2015年製作、2015年8月5日発売のオリジナルビデオ作品。

## 概要
シリーズフェイクドキュメンタリースタイルのホラー映画『戦慄怪奇ファイル 超コワすぎ!』シリーズ第2弾。
DVD発売前の7月11日に渋谷アップリンクで上映された。上映前には、「超コワすぎ!FILE-01」「超コワすぎ!FILE-02」の各スピンオフ短編の上映があった。
7月18日から5日間、名古屋・シネマスコーレにて「超コワすぎ!FILE-01」「超コワすぎ!FILE-02」が一挙上映された。7月18日から7日間、京都・立誠シネマにてDVD発売前先行上映された。7月26日にニコニコ生放送で「超コワすぎ!FILE-02」DVD発売前先行上映された。8月15日から5日間広島・横川シネマにて「超コワすぎ!FILE-01」「超コワすぎ!FILE-02」が一挙上映された。
山形国際ドキュメンタリー映画祭2015での「超コワすぎ！FILE-02」は「嘘つきはドキュメンタリーのはじまり？」という企画内で上映で英語字幕もつけられた。
DVD特典映像には白石晃士監督による「コワすぎ!通信」と予告編が収録されている。

## あらすじ
櫻井というフリーターから送られてきた投稿動画には、山中で謎の美女・川野つぐ巳とその母親による奇怪な映像が記録されていた。その動画を見た工藤ディレクターは櫻井が川野つぐ巳に恋していると察知し、櫻井に恋愛指南を行うと息巻く。さっそく、コワすぎ取材班は櫻井とともに川野家のある山中に取材に向かう。
隣家の住民に話を聞いた後、つぐ巳の家に向かった工藤たちだが、その場で櫻井は隠していた所業を暴露されてしまう。工藤から暴行を受けた櫻井だが、その思い自体は揺らぐことなく、つぐ巳を想い続けていると言う。その言葉を信じた工藤は再びつぐ巳の家に向かうが、彼女の母・紗和からの妨害を受け、おとりになった櫻井は姿を消す。工藤たちは櫻井の身を案じながらも、つぐ巳の家に向かい、そこで櫻井を発見する。正気を失っている櫻井を、工藤が狐の尻尾つきバットで殴打すると、櫻井は意識を呼び覚ます。すると、工藤たちの前につぐ巳と母親が現れ、櫻井に自分たちと暮らすのであれば、自分で目を潰すことができるかと試練を出す。彼女を想う気持ちを示すために櫻井が包丁で目を潰すと、つぐ巳は彼の手を取り消えていったのだった。
後日、消えた3人の話をする工藤たちの前に、再び櫻井とつぐ巳、紗和が姿を現す。櫻井は「上を見て」と呼びかけ、工藤たちが見上げると、天井には櫻井たちが変化した姿である大蛇が張り付いていた。櫻井は念願どおり、身も心もつぐ巳と共にある事を選んだのだった。

## キャスト
- 工藤仁：大迫茂生
- 市川実穂：久保山智夏
- 田代正嗣：白石晃士
- 櫻井恭平：水澤紳吾
- 川野つぐ巳：桑名里瑛
- 川野紗和：正木佐和
- 近所の女性：高麗道子

## スタッフ
- 監督・脚本・撮影・VFX：白石晃士
- 製作統括：原啓二郎
- プロデューサー：三上真弘、田坂公章
- 助監督：平波亘
- 制作：平波亘
- 録音：根本飛鳥
- 特殊造形：相蘇敬介、庄内寛志
- イラスト：相蘇敬介、庄内寛志
- ヘアメイク：村木アケミ
- スチール：伴貞良
- 編集：宮崎歩
- 予告編：宮崎歩
- 監督助手：谷口恒平
- メイキング：谷口恒平
- 特殊造形助手：堤瑠衣子、根岸弥生、鈴木雪香
- イラスト助手：青木結衣
- 特制作応援：笹沼美冬、石川領一
- 撮影助手見習い：本荘在右
- メイキング：本荘在右
- 制作デスク：立石倫子
- 制作協力：日本出版販売
- 制作プロダクション：ビデオプランニング
- 製作：ニューセレクト
- 販売：アルバトロス
- 発売：プライムウェーブ